# Landon Powell
Landon Reed Powell (né le 19 mars 1982 à Raleigh, Caroline du Nord, États-Unis) est un ancien joueur des Ligues majeures de baseball ayant joué pour les Athletics d'Oakland de 2009 à 2011. 
Powell fut en 2010 le receveur d'Oakland lors du match parfait lancé par Dallas Braden.

## Carrière
Landon Powell est d'abord repêché en 25e ronde par les Cubs de Chicago en 2003. Il choisit de ne pas signer avec l'équipe et de plutôt poursuivre sa carrière universitaire à l'Université de Caroline du Sud à Columbia. Il participe trois fois aux College World Series avec son université. Au repêchage amateur de 2004, Powell devient le choix de première ronde des Athletics d'Oakland. Il attire à cette époque les comparaisons avec Jason Varitek, que son père Ron Powell, un arbitre de l'Atlantic Coast Conference, lui cite en exemple lorsqu'il lui apprend le baseball. Il dispute son premier match dans les majeures avec ce club le 11 avril 2009. Le jeune frappeur ambidextre se distingue à ce premier match en obtenant deux points produits contre les Mariners de Seattle. Son premier coup sûr dans les grandes ligues est un double bon pour deux points réussi contre le lanceur Félix Hernandez. Le 24 mai, Powell réussit aux dépens de Jon Garland, des Diamondbacks de l'Arizona, son  premier coup de circuit en carrière.
Powell joue 46 parties avec les A's en 2009. Il frappe pour ,229 de moyenne avec sept circuits et 30 points produits.
En 2010, on le voit dans 41 matchs des Athletics. Sa moyenne au bâton n'est que de ,214 avec deux coups de circuit et 11 points produits.
Le 9 mai 2010, Powell est le receveur des A's durant toute la partie les opposant aux Rays de Tampa Bay et dans laquelle le lanceur Dallas Braden passe à l'histoire en réussissant un match parfait.
Le 14 mars 2012, Powell accepte un contrat des ligues mineures offert par les Astros de Houston. Il ne joue qu'en ligues mineures dans l'organisation des Astros en 2012, puis dans celle des Mets de New York en 2013.
Joueur prometteur dans les rangs collégiaux, Powell voit sa carrière compliquée par deux opérations, en 2005 et 2007, pour soigner une rupture du ligament croisé. Il souffre aussi d'hépatite auto-immune, qui n'a été diagnostiquée qu'à l'âge de 26 ans.

## Statistiques
| Saison | Équipe  | G  | AB  | R  | H  | 2B | 3B | HR | RBI | SB | BA    |
| ------ | ------- | -- | --- | -- | -- | -- | -- | -- | --- | -- | ----- |
| 2009   | Oakland | 46 | 140 | 19 | 32 | 7  | 0  | 7  | 30  | 0  | 0,229 |
| 2010   | Oakland | 41 | 112 | 13 | 24 | 4  | 0  | 2  | 11  | 1  | 0,214 |
| Totaux | Totaux  | 87 | 252 | 32 | 56 | 11 | 0  | 9  | 41  | 1  | 0,222 |

Note : G = Matches joués ; AB = Passages au bâton; R = Points ; H = Coups sûrs ; 2B = Doubles ; 3B = Triples ; 
HR = Coup de circuit ; RBI = Points produits ; SB = Buts volés ; BA = Moyenne au bâton.